# Pechipogo signata
Pechipogo signata là một loài bướm đêm trong họ Noctuidae.